# Love Is a Four Letter Word (film)
Love Is a Four Letter Word is een Amerikaanse romantische televisiefilm uit 2007 van Harvey Frost. Met in de hoofdrollen Teri Polo en Robert Mailhouse.

## Plot
Echtscheidingsadvocaten Kenton Rhodes en Emily Bennett ontmoeten elkaar voor het eerst op het huwelijk van Lawrence en Elisabeth. Er is meteen een klik. Niet veel later vragen Margaret en Martin Harper, beide zestig jaar oud, de echtscheiding aan. Ze willen als vrienden uit elkaar gaan. Maar het toeval wil dat hun respectievelijke advocaten Emily en Kenton op elkaar verliefd worden. Zowel binnen als buiten de rechtszaal komt er een kink in de kabel. Van een vriendschap tussen Margaret en Martin lijkt er niets meer in huis te komen.

## Rolverdeling
| Acteur              | Personage           |
| ------------------- | ------------------- |
| Teri Polo           | Emily Bennett       |
| Robert Mailhouse    | Kenton Rhodes       |
| Barry Bostwick      | Martin Harper       |
| Donna Mills         | Margaret Harper     |
| Michele Santopietro | Elisabeth Showalter |
| David Shatraw       | Larry               |